# Denis Bagrew
Denis Sergejewitsch Bagrew (russisch Денис Сергеевич Багрев; * 1. Mai 1980) ist ein ehemaliger kirgisischer Leichtathlet, der im Mittel- und Langstreckenlauf an den Start ging. 

## Sportliche Laufbahn
Erste Erfahrungen bei internationalen Meisterschaften sammelte Denis Bagrew vermutlich bei den Crosslauf-Weltmeisterschaften 1999 in Belfast, bei denen er nach 30:50 min auf den 128. Platz im Juniorenrennen gelangte. Im Jahr darauf kam er bei den Halbmarathon-Weltmeisterschaften 2000 in Veracruz nicht ins Ziel und bei den Crosslauf-Weltmeisterschaften 2001 in Ostende wurde er nach 14:47 min 125. im Kurzrennen. Zudem wurde er bei den Halbmarathon-Weltmeisterschaften in Bristol nach 1:10:12 h 106. Bei den Crosslauf-Weltmeisterschaften 2002 in Dublin wurde er nach 13:14 min 80. im Kurzrennen und bei den Crosslauf-Weltmeisterschaften 2003 in Lausanne wurde er nach 12:43 min 113. im Kurzrennen. Im September belegte er bei den Asienmeisterschaften in Manila in 14:40,91 min den achten Platz im 5000-Meter-Lauf und siegte kurz darauf in 14:50,86 min bei den Zentralasienspielen in Duschanbe. 2004 belegte er bei den erstmals ausgetragenen Hallenasienmeisterschaften in Teheran in 4:03,10 min den vierten Platz im 1500-Meter-Lauf und gelangte über 3000 Meter mit 8:35,39 min auf Rang vier. Zudem wurde er bei den Crosslauf-Weltmeisterschaften in Brüssel nach 13:08 min 110. im Kurzrennen. Im Jahr darauf belegte er bei den Asienmeisterschaften in Incheon in 14:34,69 min den fünften Platz über 5000 Meter und gelangte über 1500 Meter mit 3:51,69 min auf Rang 13. 2006 belegte er bei den Hallenasienmeisterschaften in Pattaya in 8:11,36 min den vierten Platz im 3000-Meter-Lauf und wurde anschließend bei den Crosslauf-Weltmeisterschaften in Fukuoka nach 11:56 min 82. Im Dezember schied er bei den Asienspielen in Doha mit 3:54,50 min im Vorlauf über 1500 Meter aus und gelangte mit 14:27,67 min auf den neunten Platz über 5000 Meter. 
2007 belegte er bei den Asienmeisterschaften in Amman in 3:54,18 min den siebten Platz über 1500 Meter und gelangte mit 15:07,90 min auf den neunten Platz über 5000 Meter. Anschließend belegte er bei den Hallenasienspielen in Macau in 3:57,37 min und 8:27,77 min jeweils den siebten Platz über 1500 und 3000 Meter. In den folgenden Jahren bestritt er noch Wettkämpfe im Straßenlauf und beendete dann 2014 seine aktive sportliche Karriere im Alter von 34 Jahren.
In den Jahren 2004 und 2005 wurde Bagrew kirgisischer Meister im 5000-Meter-Lauf sowie 2002 über 3000 Meter. Zudem wurde er 2005 Hallenmeister über 1500 und 3000 Meter.

## Persönliche Bestzeiten
- 1500 Meter: 3:48,71 min, 20. Juli 2004 in Moskau
  - 1500 Meter (Halle): 3:54,12 min, 19. Februar 2004 in Moskau
- 3000 Meter: 8:05,98 min, 9. Juli 2004 in Kasan
  - 3000 Meter (Halle): 8:08,44 min, 13. Februar 2009 in Moskau
- 5000 Meter: 13:54,80 min, 23. Juli 2004 in Bischkek
  - 5000 Meter (Halle): 14:19,85 min, 21. Februar 2004 in Moskau
- Halbmarathon: 1:05:08 h, 30. März 2008 in Warschau